# Serra-di-Ferro
Serra-di-Ferro (korziško Sarra di Farru) je naselje in občina v francoskem departmaju Corse-du-Sud regije - otoka Korzika. Leta 1999 je naselje imelo 352 prebivalcev.

## Geografija
Kraj leži v zahodnem delu otoka Korzike nad zalivom Valinco, 43 km južno od središča Ajaccia. Na ozemlju občine se ob samem zalivu nahaja letovišče Porto-Pollo.

## Uprava
Občina Serra-di-Ferro skupaj s sosednjimi občinami Albitreccia, Azilone-Ampaza, Campo, Cardo-Torgia, Cognocoli-Monticchi, Coti-Chiavari, Forciolo, Frasseto, Grosseto-Prugna, Guargualé, Pietrosella, Pila-Canale, Quasquara, Santa-Maria-Siché, Urbalacone in Zigliara sestavlja kanton Santa-Maria-Siché s sedežem v istoimenskem kraju. Kanton je sestavni del okrožja Ajaccio.

## Zanimivosti
- utrjena stolpa iz časa Genovske republike Torra di Capriona in Torra di Capannelle, francoska zgodovinska spomenika.

1. ↑  »Populations légales 2016«. Nacionalni inštitut za statistične in gospodarske raziskave. Pridobljeno 25. aprila 2019.